# Gaël Duval
 (janvier 2017).
Pour les articles homonymes, voir Gaël Duval (homonymie) et Duval.
Gaël Duval, né en 1973 à Caen (France), est une personnalité des logiciels libres, pionnier de Linux en France, cofondateur de Mandrakesoft puis fondateur d'Ulteo. 

## Biographie
Il crée à l'âge de 25 ans la distribution Mandrake Linux en 1998, désormais Mandriva Linux. 
Il est également cofondateur avec Jacques le Marois et Frédéric Bastok de Mandrakesoft, société développant Mandrake Linux, introduite en bourse en 2001,, et devenue Mandriva en 2005 à la suite du rachat de Conectiva et au litige qui opposait la société aux américains Hearst Publications et King Features Syndicate au sujet du personnage de bande dessinée Mandrake le Magicien, ainsi que de Cosmosonic, société d'édition musicale en 2002.
En mars 2006, il est licencié par François Bancilhon, directeur général de Mandriva, et se consacre à temps plein à un nouveau projet.
En 2016, il co-fonde NFactory.io, un incubateur-accélérateur de « startups ».
En 2017 Gaël lance un appel,, à la prise de conscience au sujet de la perte de souveraineté numérique en France et en Europe, et à la nécessité d'utiliser le logiciel libre : « La France et l'Europe doivent conquérir leur souveraineté numérique ». Il développe par la suite son propos dans un ouvrage collectif paru en 2019 « Reflections on Programming Systems » : selon lui, en matière de souveraineté numérique, c'est toute la chaine numérique qu'il faut considérer.
En novembre 2017, il publie une série d'articles intitulés "Leaving Apple & Google: my /e/ odyssey",,, dans lesquels il annonce qu'il crée un nouveau projet ayant comme ambition de proposer une alternative crédible à Google et Apple sur le smartphone, beaucoup plus respectueuse de la vie privée des utilisateurs.
Son nouveau projet /e/ (originellement "eelo") consiste en un système d'exploitation dérivé de LineageOS et débarrassé des services Google, et de plusieurs services en ligne associés. Il est soutenu à ses débuts par une campagne de financement participatif sur Kickstarter , et une première version beta, dont le code source est publié sur GitLab, sort en septembre 2018.